# 1846
1846 (MDCCCXLVI) fue un año común comenzado en jueves según el calendario gregoriano.

## Acontecimientos

### Enero
- 1 de enero: En México, el estado de Yucatán se declara independiente del gobierno central y neutral en el conflicto entre México y los Estados Unidos.[1]
- 5 de enero: El Comité de Asuntos Exteriores de la Cámara de Representantes de los Estados Unidos pasa una resolución para cesar de compartir el territorio de Oregón con el Reino Unido (712 500 km²), vigente desde el Tratado de Londres de 1818.[2]
- 13 de enero: En Italia se inaugura el puente de ferrocarril de la línea Milán-Venecia, entre Cannaregio y Mestre, siendo en ese momento el más largo del mundo (3,6 km) desde 1151,[3] y el mayor éxito del imperio austríaco en su gobierno de Venecia.[4]

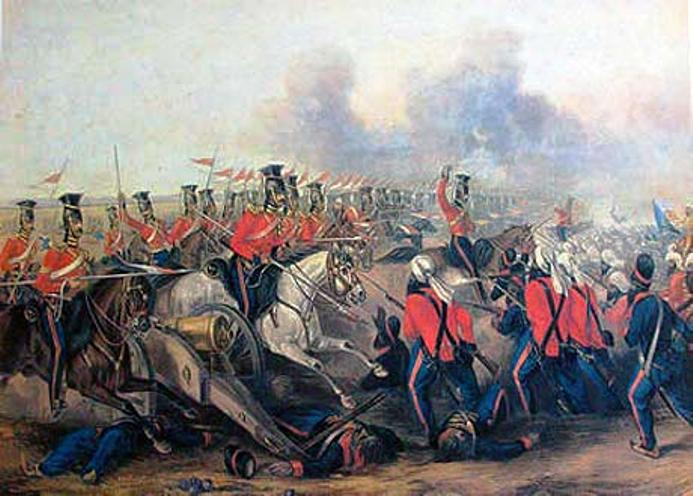
Carga del 16.º Lanceros de la Reina en la batalla de Aliwal

- 23 de enero: En Túnez, el gobernante Ahmad I Bey dicta la liberación de todos los esclavos, y la abolición total de la esclavitud, convirtiéndose en el primer país africano y musulmán en hacerlo.[5]
- 28 de enero: En la India, durante la primera guerra anglo-sij, se produce la batalla de Aliwal, en el Punyab, entre 12.000 británicos y unos 20.000 sijs, con victoria británica. Los sijs huyeron desordenadamente y perdieron unos 3000 hombres.[6]
- 29 de enero: Los padres lazaristas franceses Évariste Huc y Joseph Gabet, disfrazados en lamas chinos, logran llegar a la misteriosa ciudad de Lhasa, en el Tíbet, tras un viaje de 18 meses a través de China, del desierto de Gobi, de Mongolia y del Tíbet. Tras unos días de predicación del cristianismo, fueron expulsados. Los occidentales no volvieron a pisar Lhasa hasta 1904.[7]
- Enero: En el Imperio ruso se crea la sociedad clandestina Cofradía de Cirilo y Método en Kiev (Ucrania), que preconiza el final de la servidumbre y un federalismo paneslavo, incluyendo a Ucrania. Sus dirigentes fueron detenidos en marzo de 1847.[8]

### Febrero
- 8 de febrero: En Uruguay, la Legión italiana de Garibaldi derrota a las fuerzas de la Confederación y de los Blancos, del general Servando Gómez, en la batalla de San Antonio en el departamento de Salto, en el marco de la Guerra Grande en la región del Río de la Plata entre los Blancos uruguayos de Manuel Oribe (sostenidos por los federalistas argentinos), y los Colorados de Fructuoso Rivera (sostenidos por los unitarios argentinos, los brasileños y los europeos).[9]
- 10 de febrero: En la India, durante la primera guerra anglo-sij, se produce la batalla de Sobraon, en el Punyab, entre unos 20.000 británicos y unos 26.000 sijs, con victoria aplastante británica. Unos 10.000 sijs murieron en la retirada intentando cruzar el río Sutlej. El estado sij de Punyab, en el noroeste de la India, quedó bajo el dominio británico.[10]

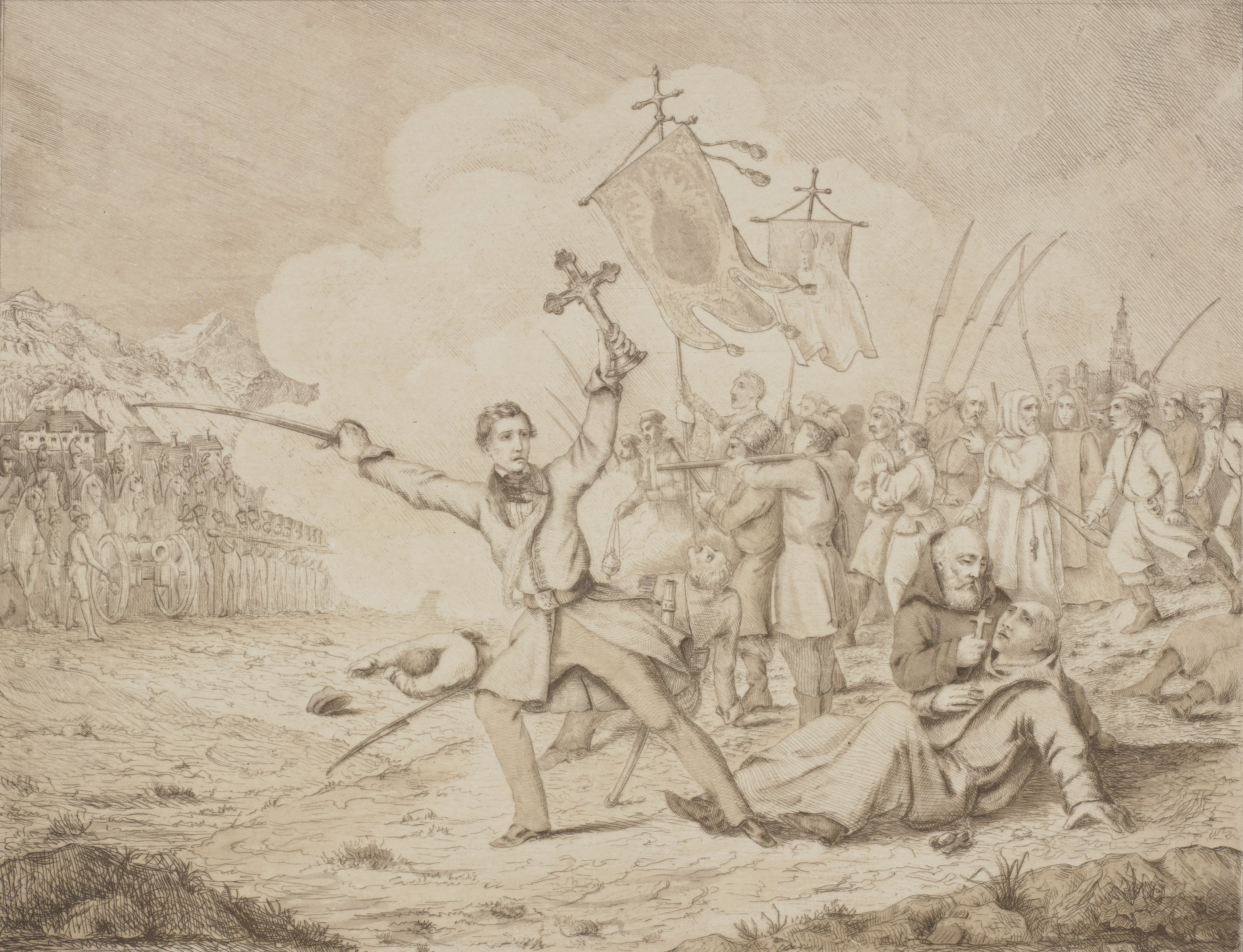
Edward Dembovski durante la insurrección de Cracovia

- 20 de febrero: En China se promulga un edicto por el emperador Daoguang a favor del cristianismo obtenido por el plenipotenciario francés Théodose de Lagrené, que pedía restaurar a sus propietarios los establecimientos anteriormente pertenecientes a los cristianos.[11] Autorización de misiones protestantes.
- Noche del 20 al 21 de febrero: en Polonia, se produce una insurrección de los aristócratas en Cracovia para la liberación de los territorios polacos del Imperio austríaco, que conduce a la ocupación de la ciudad el 4 de marzo por el ejército austriaco, con el apoyo de los campesinos rutenos. Esto provocó la confiscación de los territorios de los aristócratas polacos por campesinos rutenos y la masacre de unos 1000 nobles.[12]
- 22 de febrero: En Estados Unidos, la Campana de la Libertad de Filadelfia se raja mientras sonaba para conmemorar el Día de los Presidentes, celebrado en el aniversario del cumpleaños de George Washington.[13]
- Febrero: En Bruselas, Karl Marx y Friedrich Engels establecen el primer Comité Comunista de Correspondencia (un embrión de asociación obrera internacional), antes de establecerlos en otras ciudades de Europa, y que serán los precursores de la Liga de los Comunistas, creada en 1847.[14]
- Febrero: en Estados Unidos, debido a la hostilidad religiosa, miles de mormones comienzan su migración hacia el oeste desde Nauvoo, Illinois, liderados por Brigham Young, en un viaje de unos 2000 kilómetros. En junio de 1846 establecieron su Cuartel de Invierno cerca de la actual Omaha, Nebraska. En julio de 1847 llegarán a su destino, el Valle del Lago Salado, Utah.[15]

### Marzo
- 9 de marzo: En la India, se da por terminada la Primera guerra anglo-sij que enfrentó a la Compañía Británica de las Indias Orientales con el Reino sij con la firma del Tratado de Lahore. El maharajá sij cedió sus fuertes y territorios entre los ríos Beas y Ravi, incluyendo las provincias de Cachemira y Hazara, como pago de la indemnizaciones de guerra de cien millones de rupias exigida por los británicos. Además, el diamante Koh-i-Noor debía ser entregado a la Reina Victoria.[16]
- 10 de marzo: En Japón, el cuarto hijo del emperador Ninkō Tennō, Osahito, sube al Trono del Crisantemo con el nombre de Kōmei Tennō, siendo el 121.er emperador de Japón, según el orden tradicional de sucesión, y que reinará hasta 1867.[17]
- 13 de marzo: En Irlanda tiene lugar el incidente de Ballinglass, de gran impacto en la prensa, con la expulsión, durante la Gran hambruna irlandesa, de los 300 habitantes de este pueblo en el condado de Galway, por el deseo de la propietaria británica de establecer allí una granja. Las casas fueron demolidas por el ejército y la policía.[18]

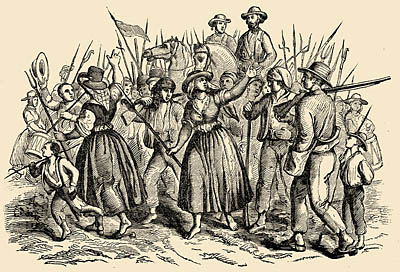
Revuelta de Maria da Fonte

- 16 de marzo: En la India, por el Tratado de Amritsar, la Compañía Británica de las Indias Orientales vende la provincia de Cachemira al rajá de Jammu, Gulab Singh, y a sus descendientes, por 7,5 millones de rupias, convirtiéndose Gulab Singh en el primer maharajá del Principado de Jammu y Cachemira.[16]
- 21 de marzo: En Portugal estalla la revuelta popular de Maria da Fonte en la aldea de Fontarcada, con los campesinos del Minho, y Beira Alta, contra las nuevas leyes fiscales, de reclutamiento militar o la prohibición de enterrar dentro de las iglesias, revuelta que se propagó desde el norte del país, y que derribó el gobierno dictatorial de Costa Cabral, que fue sustituido por Pedro de Sousa Holstein.[19][20]
- 25 de marzo: en Australia, se recibe en Sídney al explorador alemán Ludwig Leichhardt como a un héroe por completar su exploración del territorio norte del país, en un viaje que arrancó el 1 de octubre de 1844 desde Jimbour, cerca de Brisbane, y terminó el 17 de diciembre de 1845 en Port Essington, cerca de Darwin.[21]
- Marzo: En Sudáfrica, tras la derrota de una fuerza colonial enviada para arrestar a un Xhosa acusado de robar un hacha, comienzo de la séptima guerra Xhosa entre los colonos de África del Sur y los Xhosa, que durará hasta diciembre de 1847.[22]

### Abril
- 5 de abril: En Cuba, inauguración de la Estación de Camagüey y del primer tramo del ferrocarril desde Nuevitas hasta Sabana Nueva, con una extensión de 61 km. La estación fue construida en estilo arquitectónico Colonial español.[23]
- 10 de abril: En un Jerusalén bajo el dominio del Imperio otomano, ese día coincidían la Semana Santa ortodoxa y la latina, algo muy infrecuente, lo que generó la discusión sobre quién debía el primero en efectuar los ritos sagrados ante el Santo Sepulcro. Esta discusión derivó en enfrentamientos armados que dejaron 40 muertos antes de la llegada de los soldados del gobernador Mehmet Alí.[24]
- 16 de abril: En Francia, durante un paseo por el bosque del palacio de Fontainebleau, el rey Luis Felipe I es objeto de un intento de asesinato con escopeta por el ex-guardabosques Pierre Lecomte. La familia real salió ilesa, y el asesino fue acusado de parricidio y ejecutado.[25]

### Mayo

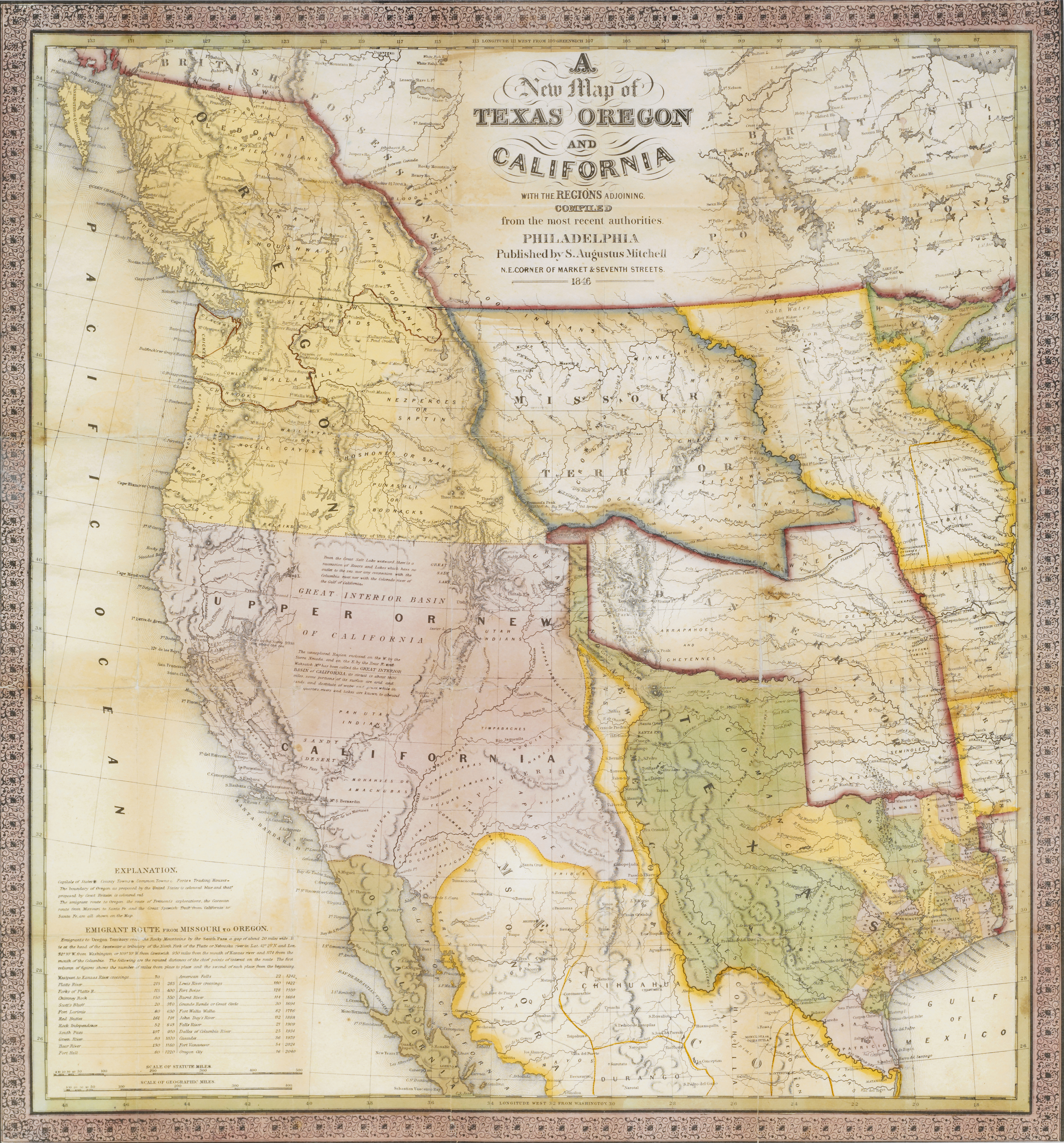
Mapa de Texas, Oregón, y California en 1846

- 8 de mayo: Cerca de Brownsville, Texas, se produce el primer enfrentamiento bélico entre las fuerzas mexicanas del general Mariano Arista y las fuerzas estadounidenses del general Zachary Taylor en la batalla de Palo Alto, que volvieron a enfrentarse al día siguiente en Resaca de la Palma, con victoria estadounidense por su mayor despliegue artillero.[26]
- 12 de mayo: En Estados Unidos, la expedición Donner, un grupo de 87 colonos liderados por George Donner y James F. Reed, salen en una caravana de carretas desde Independence, Misuri, hacia California, ensayando una nueva ruta, el Atajo de Hastings, que fue un fiasco y agotó sus provisiones. En noviembre se quedan bloqueados en las montañas de Sierra Nevada al lado del paso del lago Truckee (ahora lago Donner) por una serie de nevadas y tienen que pasar el invierno allí. Cuando un grupo de ayuda llega hasta los hambrientos colonos en febrero de 1847, solo quedan 48 de ellos, muchos de los cuales habían recurrido al canibalismo para sobrevivir.[27]
- 13 de mayo: El Congreso de los Estados Unidos, a petición del presidente James K. Polk, declara la guerra a México por disputas fronterizas como la anexión de Texas a la Unión (temprano ejemplo de imperialismo americano) y por la aplicación de la Doctrina del destino manifiesto; a los diez días México contestó con otra declaración de guerra.[26]
- 25 de mayo: En Francia, evasión de Louis-Napoléon Bonaparte del fuerte de Ham (preso allí desde 1840 por una tentativa de golpe de Estado), disfrazado con las ropas del albañil Badinguet. Huye a Inglaterra, de dónde volverá después de la revolución francesa de 1848.[28]
- 31 de mayo: En Sajonia, en la región de Vogtland, colocación de la primera piedra del Puente de Göltzschtal, un viaducto ferroviario alemán entre Núremberg y Leipzig, que se convertirá en el puente de ladrillo más grande del mundo con 574 m de largo. Esta construcción durará hasta 1851.[29]
- Mayo: La austriaca Ida Pfeiffer, abandona su vida de ama de casa y comienza su primer viaje alrededor del mundo, viaje que terminará en 1848, siendo la primera mujer europea en recorrer el interior de la isla de Borneo en su segundo viaje de 1851 a 1855. Luego se convirtió en una escritora de viajes famosa.[30]

### Junio
- 4 de junio: En Argentina, 35 km al norte de Rosario, una flota de 12 barcos de guerra y 95 mercantes de la coalición anglo-francesa intentan forzar su paso a través de la Angostura del Quebracho, en el marco de la guerra del Paraná, y provoca la batalla de Quebracho. Las fuerzas confederadas del general Lucio Mansilla disponían de 17 cañones y les cañonearon desde lo alto de una barranca, fuera del alcance de la artillería enemiga. Tras lograr hundir 6 mercantes, la flota anglo-francesa se retiró. El 13 de julio terminó la intervención anglo-francesa en el río Paraná.[31]
- 8 de junio: En Sudáfrica, durante la séptima guerra Xhosa, en la batalla de Gwanga, cerca del Cabo de Buena Esperanza, los británicos del general Henry Somerset derrotan a los Xhosa.[32]
- 14-15 de junio: En la provincia mexicana de Alta California, un grupo de colonos americanos liderados por William B. Ide dan un golpe de Estado en Sonoma, ocupan su Presidio, capturan al general Vallejo de las fuerzas mexicanas y declaran la República de California, en lo que se llamó la Rebelión de la Bandera del Oso. El 25 de junio, el capitán Fremont apoyó a los insurrectos, y el 9 de julio los insurrectos decidieron anexarse a los Estados Unidos.[33]

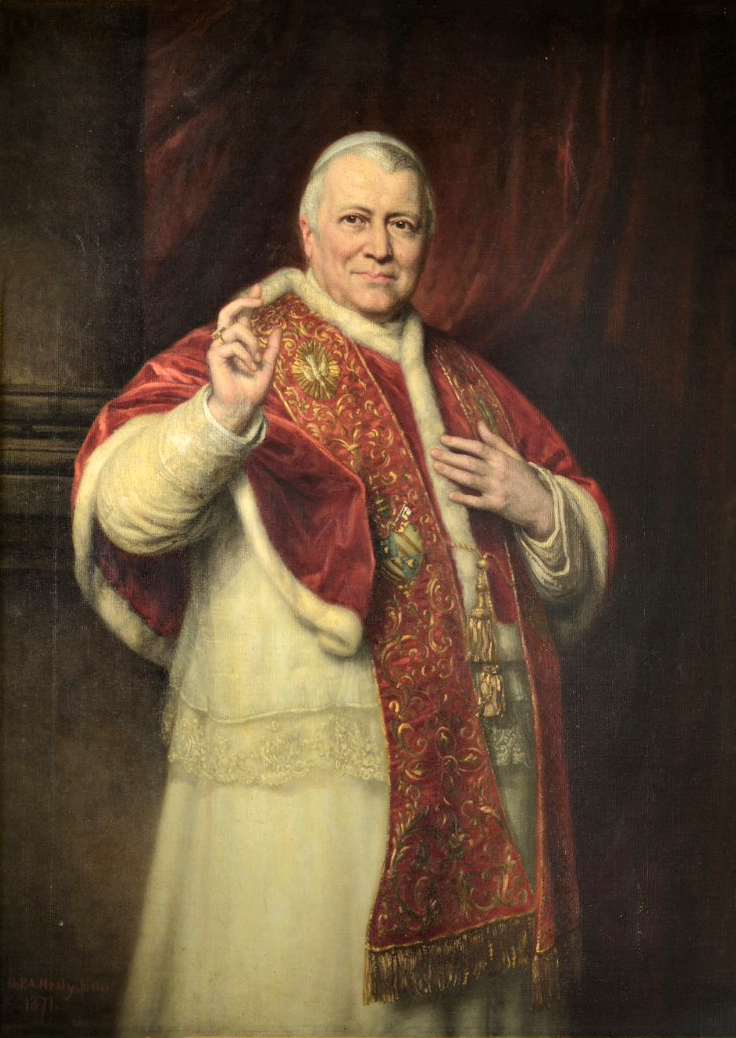
Retrato del Papa Pío IX

- 14-16 de junio: En Roma tiene lugar el cónclave para elegir un nuevo pontífice tras la muerte del papa Gregorio XVI. El elegido es el cardenal Mastai Ferretti el 16 de junio, candidato de la facción liberal de la Santa Sede, que tomará el nombre de Pío IX, y cuyo pontificado durará 31,5 años.[34]
- 15 de junio: En Washington D. C., se firma el Tratado de Oregón entre Estados Unidos y Gran Bretaña. Delimitaba la frontera entre Estados Unidos y la Norteamérica británica en el oeste de las Montañas Rocosas, fijando el paralelo 49° como límite de frontera con Canadá, desde las Montañas Rocosas hasta el estrecho de Juan de Fuca, en la costa del Pacífico. Esto legalizaba la ocupación de Oregón, e hizo que Estados Unidos se extendiera de costa a costa.[35]
- 22 de junio: En Escocia, inauguración de la Estación de Edimburgo-Waverley, mandada construir por la compañía de ferrocarriles North British Railway en un valle en pleno centro de Edimburgo, que se convertirá en la principal estación de la capital de Escocia.[36]
- 24 de junio: El emperador del Imperio austríaco Leopoldo II, decide la abolición de la tasa de tolerancia a los judíos, que había sido instaurada en 1749 por la emperatriz María Teresa para evitar ser expulsados del país, previo pago por los judíos de una fuerte cantidad al Estado.[37]
- 25 de junio: En el Reino Unido, publicación de la Importation Act, por la que el proteccionismo (las Corn Laws desde 1815) es derogado por el gobierno conservador de Robert Peel, y la importación de trigo se convierte en libre.[38]
- 29 de junio: En el Reino Unido, caída del gobierno conservador liberal tory de Robert Peel, sometido a las presiones de los conservadores proteccionistas de Benjamin Disraeli por haber aprobado la Importation Act cuatro días antes, siendo reemplazado como primer ministro por el liberal Whig Lord John Russell.[39]
- Junio: En la intervención estadounidense en México, el territorio de Alta California se rebela contra el poder central mexicano, y se declaran estado independiente para integrarse en Estados Unidos. Los estadounidenses lograrán una victoria tras otra, al no estar preparados los mexicanos para esta guerra.[26]

### Julio
- 19 de julio: En Japón, durante el período Edo, el comodoro americano James Biddle atraca en la entrada de la bahía de Edo con dos navíos de guerra, con intenciones pacíficas. Envió un mensaje al Emperador de Japón Kōmei Tennō ese día para establecer relaciones diplomáticas y comerciales entre Japón y Estados Unidos, pero recibió una respuesta negativa al cabo de 10 días, y el 29 de julio se hizo a la mar, habiendo fracasado en su objetivo.[40]
- 24 de julio: En Estados Unidos, el naturalista y pacifista Henry David Thoreau pasa la noche en la cárcel por rehusar pagar los impuestos (poll tax) de los últimos seis años, ya que se negaba a dar su dinero a un Estado esclavista que hacía la guerra contra México. Esto supuso la primera práctica de desobediencia civil.[41]
- 26 de julio: En Sudáfrica, se firma un tratado de alianza entre el rey Mswati de los bantúes de Suazilandia y los bóeres, contra la amenaza Zulú, por el que Mswati les concedió todas las tierras delimitadas por los ríos Olifants, Cocodrilo y Elands, aunque ellas no le pertenecían,[42] a cambio de cien rebaños de ganado.[43]
- 28 de julio: En México, Nicolás Bravo asume la presidencia interina.[44]
- 31 de julio: En Estados Unidos, llegada del barco Brooklyn con Samuel Brannan y unos colonos mormones, al puerto de Yerba Buena (más tarde San Francisco), que habían salido desde Nueva York el 4 de febrero. Se instalarán posteriormente en el Valle de San Joaquín.[45]
- Julio - agosto: En la intervención estadounidense en México, campaña de Alta California, con la toma por el comodoro John D. Sloat de Monterrey el 7 de julio, de Yerba Buena (hoy San Francisco) el 9 de julio, de San Juan Bautista el 17 de julio, y por Robert F. Stockton de San Diego el 29 de julio, de San Pedro el 6 de agosto y de Los Ángeles el 13 de agosto. La resistencia continuó en forma de guerra de guerrillas hasta el 13 de enero de 1847.[26]

### Agosto
- 2 de agosto: En la intervención estadounidense en México, campaña de Nuevo México del coronel Stephen Kearny que toma Las Vegas, San Miguel y Santa Fe en una semana. La resistencia en forma de guerra de guerrillas se prolongó hasta el 3 de febrero de 1847 en esta zona.[26]
- 6 de agosto: En México, José Mariano Salas asume la presidencia como su decimosexto presidente.

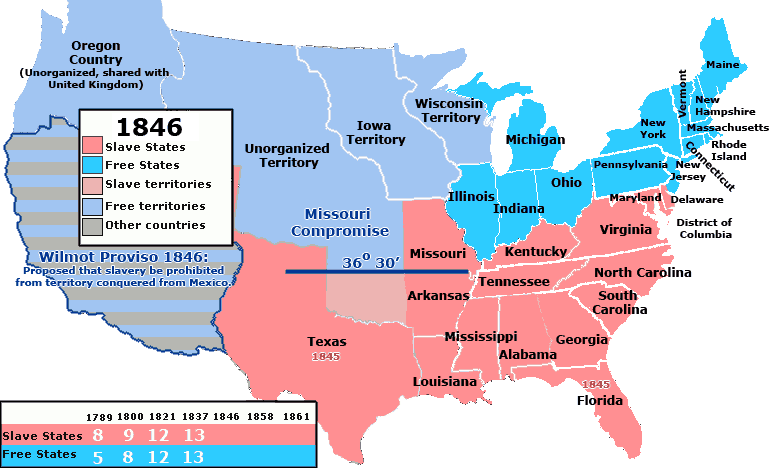
Estados que permitían o no la esclavitud según la Wilmot Proviso

- 8 de agosto: En Estados Unidos, el Compromiso de Misuri en 1820 había autorizado la esclavitud en los Estados al sur del paralelo 36, los Estados esclavistas. En 1846, la Enmienda Wilmot intenta prohibir la introducción de la esclavitud en los territorios conquistados a México.[46] La Enmienda fue aprobada en la Cámara de Representantes, donde los nordistas abolicionistas eran mayoría, pero fue desechada en el Senado, donde los sudistas esclavistas eran más fuertes.[47]
- 18 de agosto: Aplicación del Sugar Duties Act, decreto del Reino Unido, que suprime el monopolio de las Antillas sobre el azúcar y reduce masivamente los derechos sobre los azúcares provenientes de los países esclavistas (Cuba y Brasil). Esto origina una necesidad aumentada de mano de obra esclava para las plantaciones del sur de Estados Unidos, y la recrudescencia de la trata y la despoblación del continente africano.[48]
- 20 de agosto: En el Reino Unido, fundación de la Alianza Evangélica Mundial en Londres por miembros de más de 50 iglesias protestantes de diferentes países, para afirmar la unidad esencial de la Iglesia de Dios y promover la reforma religiosa.[49]
- 22 de agosto: Fin de la etapa centralista de México, con la restauración de la Constitución Federal de 1824 y la proclamación de la Segunda República Federal, que durará hasta 1863.[50]
- 28 de agosto: El Parlamento del Reino Unido aprueba la Ley Constitucional de Nueva Zelanda de 1846, con la intención de otorgar el autogobierno a la colonia británica. El gobernador George Grey suspenderá su aplicación, salvo la creación de las provincias de Nuevo Úlster y Nuevo Munster. Esta ley será reemplazada por la Ley Constitucional de Nueva Zelanda de 1852.[51]
- 30 de agosto: Matrimonio entre James White y Elena Gould Harmon, fundadores, junto a Joseph Bates de la Iglesia Adventista del Séptimo Día.

### Septiembre
- 7 de septiembre: En Venezuela estalla una insurrección campesina debido a la crisis económica y la difícil situación de la agricultura. El caudillo liberal Ezequiel Zamora se levanta en armas en la localidad de Guambra, estado Aragua, con el apoyo de otros jefes locales como el Indio Rangel, pero la revuelta será aplastada en mayo de 1847.[52]
- 12 de septiembre: Tras el fracaso del casamiento entre Isabel II de España y el pretendiente Carlos Luis de Borbón y Braganza, éste lanza un manifiesto a los españoles desde Bourges autoproclamándose Carlos VI, refugiándose a continuación en Inglaterra, lo que da comienzo a la segunda guerra carlista o guerra dels Matiners (madrugadores en catalán),[53] que tuvo lugar sobre todo en Cataluña y duró hasta 1849, con la derrota final de los carlistas.[54]

Las fuerzas americanas durante la toma de Monterey

- 16 de septiembre: En Nepal, un jefe militar probritánico, Jung Bahadur (familia de los Rana) toma el control del gobierno, después de la masacre del patio Kot del Palacio, en la que sus hermanos y él mataron a más de 30 miembros del Palacio, y se hizo nombrar primer ministro por el rey Rajendra. La función del primer ministro se convierte en hereditaria, y los poderes Reales son limitados. Posición favorable a los británicos hasta el siglo XX.[55]
- 19 de septiembre: En La Salette-Fallavaux, (Isère, Francia), ocurre la primera aparición de la Virgen de La Salette a dos pastorcillos de Corps, Mélanie Calvat y Maximin Giraud, aparición aprobada por el Obispo de Grenoble y por el papa Pío IX.[56]
- 21 al 23 de septiembre: En la intervención estadounidense en México, las fuerzas estadounidenses del general Zachary Taylor (6000 hombres) llegan el 19 a las inmediaciones de la ciudad de Monterrey (Nuevo León), defendida por el general mexicano Pedro Ampudia con unos 5000 hombres. Tras tres días de combates y cerco estadounidense, se llegó a un armisticio y una capitulación de la guarnición mexicana, a la que se le permitió retirarse sin contratiempos.[26]

### Octubre
- 6 de octubre: En Portugal, tras el golpe palaciego para establecer el gobierno liberal de João Oliveira e Daun, duque de Saldanha, estalla la 3.ª guerra civil (A Patuleia) entre una coalición de septembristas-miguelistas (absolutistas) y los de la reina María II (liberales), que durará 8 meses, con intervenciones extranjeras de España y Gran Bretaña, que frustrarán la revolución.[19]

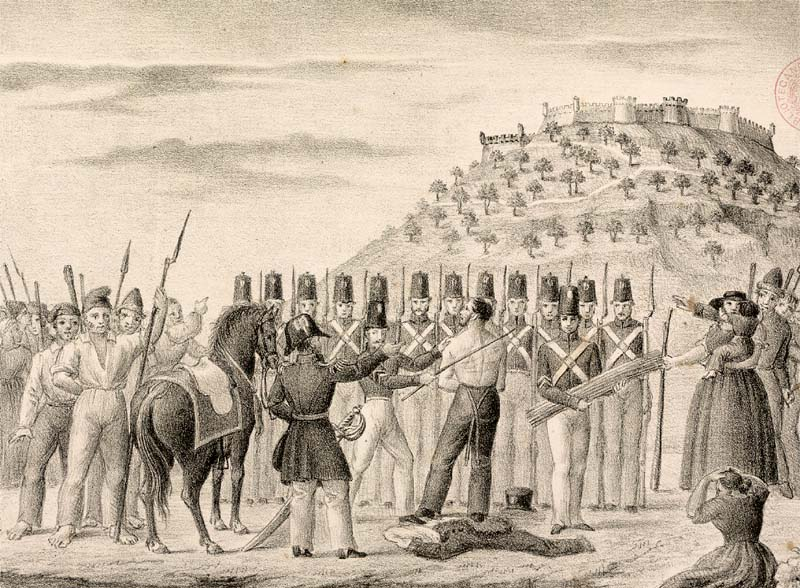
Guerra civil de A Patuleia en Portugal

- 10 de octubre: En Madrid, España, tiene lugar un doble casamiento real,  Isabel II contrae matrimonio con su primo Francisco de Asís de Borbón, duque de Cádiz, después de un frustrado intento de enlace con el heredero de Carlos María Isidro de Borbón, mientras que su hermana María Luisa Fernanda de Borbón se casa con Antonio de Orléans, duque de Montpensier, hijo del rey francés Luis Felipe I.[57]
- 11 de octubre: La isla de Cuba completa es azotada por la Tormenta de San Francisco de Borja. Fue el único huracán de categoría 5 que ha tocado La Habana y uno de los pocos huracanes de esa categoría que han azotado a Cuba, con vientos de hasta 250 km/h en los límites de la provincia de Oriente. Provocó un mínimo de 164 muertos (algunos hablan de 600 muertos), la destrucción de 786 casas y grandes daños y averías en 18 buques.[58][59] Ocurrió solo dos años después del fortísimo huracán de 1844 (contradiciendo las estadísticas de aparición de huracanes). Solo fue comparable con los huracanes de 1926 y 1944.
- 23 al 26 de octubre: Durante la intervención estadounidense en México, el comodoro Matthew C. Perry ocupa el 23, con tres vapores y cuatro goletas, el puerto de Frontera en la costa de Tabasco. A continuación, el 25 de octubre, ataca la ciudad de San Juan Bautista (hoy Villahermosa), aunque se encuentra con una férrea resistencia del gobernador mexicano Juan Bautista Traconis, en la llamada Primera batalla de Tabasco, lo que le obligó a retirarse el 26 al puerto de Frontera.[60]

### Noviembre
- 5 de noviembre - 30 de diciembre: Viaje de Ahmad I Bey de Túnez a Francia para cerrar la alianza con Francia en detrimento de Gran Bretaña. Llegó a Tolón el 8 de noviembre, y a París el 23 de noviembre tras visitar varias ciudades francesas. Se marchó de París el 16 de diciembre y llegó a la Goleta el 30 de diciembre.[61]
- 9 de noviembre: En Roma, publicación de la primera encíclica de Pio IX Qui pluribus, que mantiene las posiciones doctrinales del pontificado anterior de Gregorio XVI, y que condena el racionalismo, el fideísmo y el liberalismo religioso o indiferentismo.[62]
- 16 de noviembre: En Polonia, tras el fallido alzamiento de Cracovia en febrero, anexión por el Imperio austríaco de la Ciudad Libre de Cracovia (creada en 1815), con el apoyo del Imperio ruso, y a pesar de la oposición de Londres y París, creándose el Gran Ducado de Cracovia.[63]
- 17 de noviembre: El príncipe Pagan Min sucede a su padre Tharrawaddy Min a su muerte, como noveno rey de la dinastía Konbaung de Birmania. Durante su reinado estallará la segunda guerra anglo-birmana.[64]

### Diciembre
- 3 de diciembre: El explorador francés Anne Raffenel sale de San Luis de Senegal hacia el Níger para intentar la travesía de África en toda su anchura, pero es capturado en Segú, cerca de Malí en febrero de 1847 y tomado como rehén durante 4 meses, antes de ser devuelto a Senegal, tras despojarle de todo.[65]
- 12 de diciembre: Se firma el Tratado comercial Mallarino-Bidlack entre la República de la Nueva Granada (hoy Colombia y Panamá) y los Estados Unidos. El artículo 35 permitía a los Estados Unidos atravesar el istmo de Panamá sin pagar impuestos y a cambio garantizarían la integridad territorial de Nueva Granada frente a las potencias europeas o a veleidades separatistas. El Tratado será un precedente de la separación de Panamá en 1903.[66]

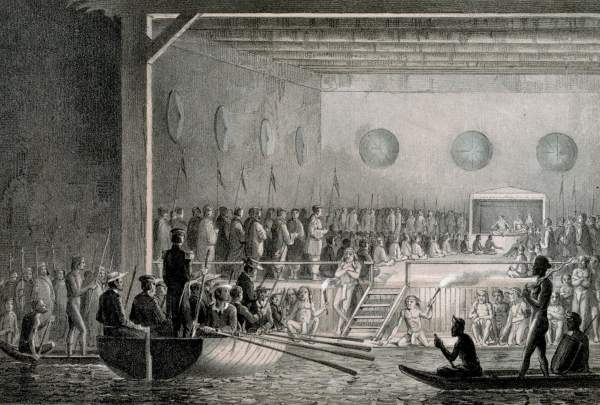
Firma del Tratado de Labuan de los británicos en el Palacio de Brunéi

- 17 de diciembre: En Tahití, en el marco de la guerra franco-tahitiana desde 1844, tiene lugar la toma del fuerte de Fatahua por las tropas francesas, lo que marcó el final de la conquista de Tahití por los franceses. Los jefes de la revuelta tahitiana se sometieron el 24 de diciembre, y el 7 de febrero de 1847, la reina Pōmare IV es restablecida en sus derechos a cambio de aceptar un protectorado francés.[67]
- 18 de diciembre: En Malasia Oriental, la isla de Labuán es cedida por el sultán de Brunéi a Gran Bretaña, que instalarán allí una base naval. El capitán británico Rodney Mundy tomó posesión el 24 de diciembre en presencia de una amplia asamblea de jefes de Borneo.[68]
- 22 de diciembre: En Suecia, la ley Fabriks och Handwerksordning es aprobada, y termina con el sistema gremial existente, lo que permite que el comercio y el artesanado puedan practicarse por cualquier hombre o mujer con una mayoría de edad legal.[69]
- 23 de diciembre: En México, Valentín Gómez Farías ocupa la presidencia por quinta vez.
- 28 de diciembre: Tras haber organizado el Territorio de Iowa (que incluía parte de Dakota del Norte, Dakota del Sur y Minnesota) en 1838 desgajado del Territorio de Wisconsin, el gobierno federal estadounidense declara Iowa como el 29.º estado de la Unión, con las mismas fronteras actuales.[70]

### Fechas desconocidas
- Grave crisis económica en Francia por las malas cosechas de cereales debido a una excesiva sequía (pérdida del 30% de las cosechas), agravadas por una enfermedad de la patata que venía de Irlanda, lo que provoca una inflación desatada.[71] También grave crisis económica en Europa, por la sequía en el continente (Galitzia, Bohemia,…), que se agravará en 1847, que conducirá al descontento social y a motines, y desembocarán en las revoluciones de 1848.
- Represión por parte de los rusos de una revuelta de los Kazajos de la Horda Mediana, comenzada en 1837, cuyo jefe Kenisary Qasimov se refugia en Kirguistán, donde muere en combate en 1847 contra el Khan Uzbeco de Kokand. La dominación rusa sobre el Kazajistán se refuerza.[72]
- En el Mar Rojo, los puertos de Massawa en Eritrea y de Suakin en Sudán, pasan bajo el control de Egipto a cambio del aumento del tributo pagado por Mehmet Alí al Sultán de Estambul. Este acuerdo será renovado en 1865, lo que permite el control del comercio en el Mar Rojo por Egipto.[73]
- En la India estalla la tercera pandemia de cólera, que se extenderá poco a poco a toda Asia, Europa y América, durará hasta 1860 y será la más mortífera de todas ellas (en Rusia más de un millón de muertos).[74]
- En el Caribe, abolición de la esclavitud en las Indias Occidentales Danesas (actual Islas Vírgenes), en las islas de San Juan, Santo Tomás y Santa Cruz.[75]

## Cultura y sociedad
- 11 de mayo: En Estados Unidos, se funda la Universidad de Búfalo como una escuela médica privada, que se convertirá en pública en el siglo XX.[76]

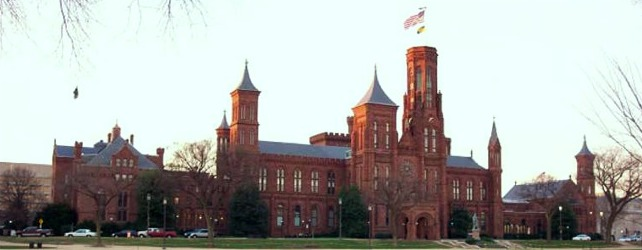
Smithsonian Institute en Washington

- 10 de agosto: en Estados Unidos, el presidente James K. Polk firma la ley de creación en Washington D. C. del Instituto Smithsoniano, centro de educación e investigación, con los fondos legados por el científico británico James Smithson.[77]
- 7 de septiembre: Tras varios años de estudio de la inscripción de Behistún en Irán, con un texto en escritura cuneiforme en tres lenguas, persa antiguo, elamita y babilonio, el oficial británico y orientalista Sir Henry C. Rawlinson hace público sus hallazgos en la Royal Asiatic Society, en los que descifra la escritura cuneiforme mesopotámica.[78][79]
- Septiembre: En Grecia, fundación de la Escuela Francesa de Atenas destinada a promover el estudio de la lengua, la historia y las antigüedades griegas, fruto de la revolución griega y de la revolución romántica, siendo la primera de este tipo creada en Atenas.[80]
- 1 de octubre: En Australia, se funda el Christ College en Bishopsbourne, Tasmania, como un colegio teológico Anglicano, con la intención de convertirse en un Oxbridge del país, y proporcionar educación universitaria en Tasmania.[81]

### Deportes
- 19 de junio: En Estados Unidos se desarrolla el primer juego de béisbol bajo las reglas modernas de Alexander Cartwright, en el campo Elysian de Hoboken, Nueva Jersey, entre los "Nine" y los "Knickerbockers", ambos equipos de Nueva York, con victoria aplastante de los primeros.[82]

### Publicaciones
- 21 de enero: En Londres, salida del primer número del periódico The Daily News, dirigido por Charles Dickens, que fue publicado hasta 1930.[83]
- 5 de febrero: Salida del primer número del Oregon Spectator en Oregón City, publicado por una Asociación de siete ciudadanos prominentes de la región, convirtiéndose en el primer periódico en lengua inglesa de la costa del Pacífico en los Estados Unidos, y que seguirá publicándose hasta 1855.[84]
- 22 de mayo: Fundación de las bases de la agencia de noticias Associated Press por cinco periódicos de Nueva York, para financiar una ruta del Pony Express a través de Alabama, mutualizar los costes de envío de noticias de la intervención estadounidense en México, y acelerar su llegada a sus lectores.[85]

## Arte y literatura

### Pintura y escultura
- La retratista polaco-danesa Elisabeth Jerichau-Baumann, termina la pintura al óleo Retrato del escultor Jens Adolf Jerichau, el marido de la artista, con el que se había casado en febrero de ese año.[86]

### Arquitectura
- 1 de mayo: En Nueva York, consagración de la Iglesia de la Trinidad en Manhattan, de confesión episcopal, diseñada por el arquitecto Richard Upjohn en estilo neogótico, y con una aguja de 86 metros, en su momento la construcción más alta de la ciudad.[87]
- 30 de julio: En Liverpool, Inglaterra, inauguración por el príncipe Alberto del Royal Albert Dock, complejo de muelles y almacenes diseñado por el ingeniero y arquitecto Jesse Hartley, el primero del mundo sin madera estructural, resistente al fuego, construido con hierro fundido, ladrillos y piedra.[88]
- Julio: Apertura al culto de la Catedral del Espíritu Santo en Estambul, Imperio otomano, obra del arquitecto suizo Giuseppe Fossati, basílica católica neobarroca de tres naves con columnas de mármol y hermosos artesonados.[89]
- 15 de agosto: En Ottawa, Canadá, consagración de la iglesia de Nuestra Señora por el obispo católico Patrick Phelan, de Kingston, aunque aún faltaban los campanarios. La iglesia se convertirá en Catedral en 1847. Es una construcción de estilo neogótico, aunque las puertas sean neoclásicas.[90]

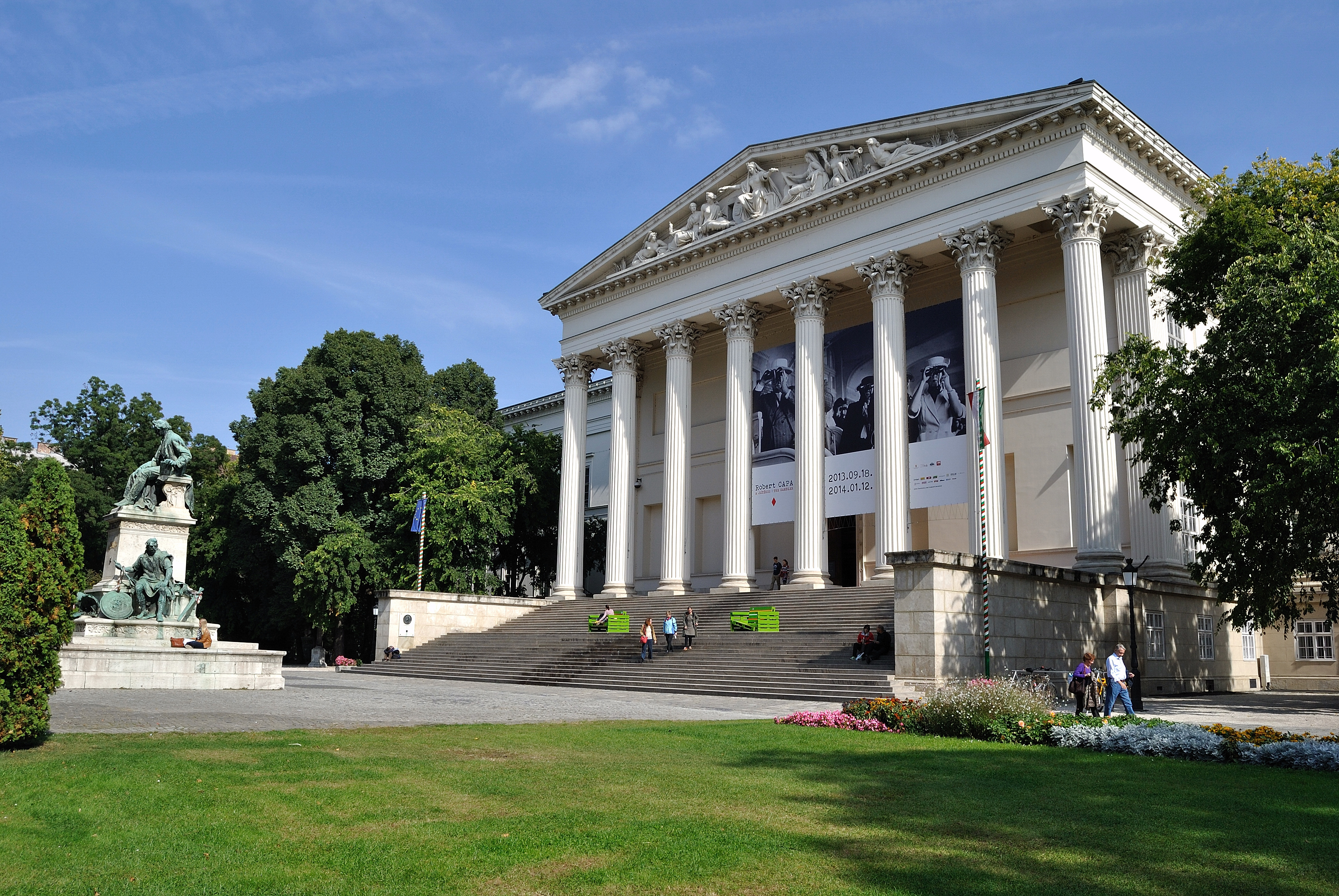
Museo Nacional Húngaro

- En Irlanda, inauguración de la Estación de Dublín Heuston de ferrocarril, del arquitecto inglés Sancton Wood, inicialmente llamada Estación de Kingsbridge por el famoso puente que cruza el río Liffey. Su diseño está basado en el de un palacio italiano, y la estación une Dublín con el resto de Irlanda.[91]
- En Karlsruhe, la capital del Gran Ducado de Baden, inauguración de la Galería Nacional de Arte de Karlsruhe, museo de Bellas Artes del arquitecto Heinrich Hübsch, tras diez años de trabajo, en estilo neoclásico.[92]
- En Budapest, traslado de la colección del Museo Nacional Húngaro, la colección de arte más grande de Hungría, a su nueva sede en el edificio de estilo neoclásico diseñado por el arquitecto Mihály Pollack.[93]
- En Glastonbury, Somerset, Inglaterra, se erige la Glastonbury Market Cross, una cruz de mercado de estilo Alto gótico victoriano de 11,6 m de altura, que reemplaza la que se había desplomado a principios de siglo, y que databa del siglo XVI. La cruz fue diseñada por el arquitecto inglés Benjamin Ferrey.[94]

### Literatura
- 1 de enero: En París, publicación por Théophile Gautier de un artículo sobre su primera visita al Club des Hashischins en la Revue des deux mondes, grupo parisino que exploraba el uso de drogas, principalmente el hachís, para obtener ideas creativas. Este grupo, activo de 1844 a 1849, contó con miembros como Baudelaire, Balzac, Victor Hugo, Delacroix y Alejandro Dumas.[95]
- 15 de enero: En el Imperio ruso, publicación en el almanaque St. Petersburg Collection de Pobres gentes, la primera obra del novelista ruso Fiódor Dostoyevski, una novela corta epistolar que recibió una crítica literaria favorable del mayor crítico ruso, Visarión Belinski, y le convirtió a los 24 años en una celebridad intelectual.[96]
- 30 de enero: En el Imperio ruso, publicación en la revista literaria Anales patrios de la novela El doble con el nombre ruso de Dvoynik, segunda obra de Fiódor Dostoyevski, posteriormente reeditada y republicada en 1866.[97]

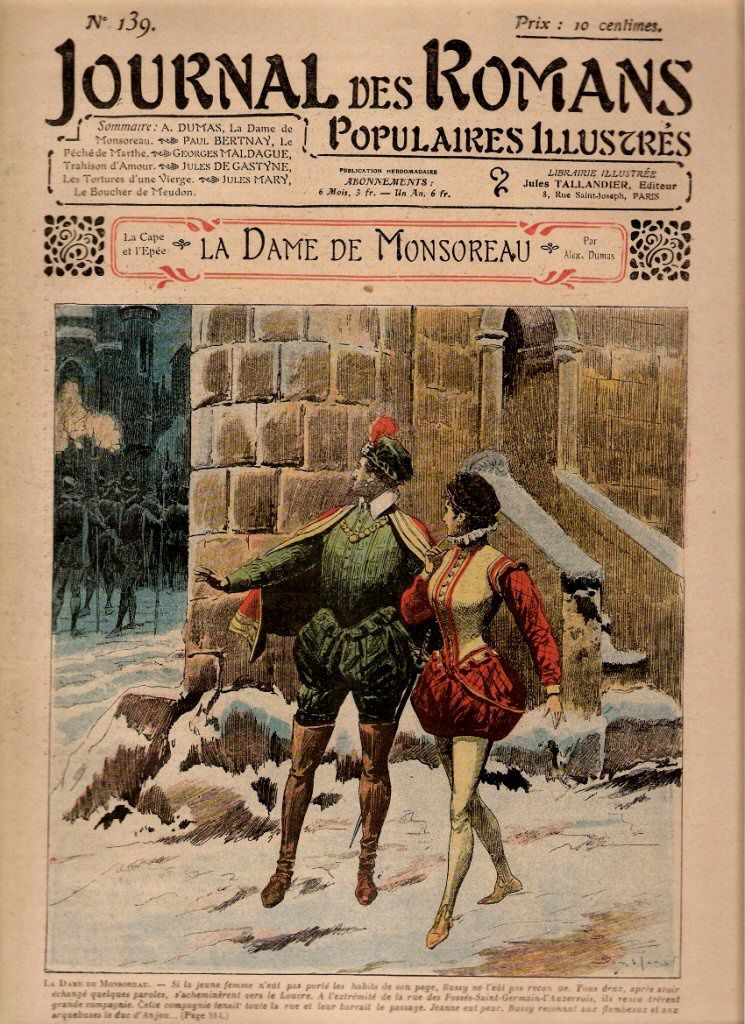
Ilustración para "La Dama de Monsoreau" de Alejandro Dumas

- 12 de febrero: En París, fin de la publicación en folletín en el periódico Le Constitutionnel de la novela histórica La Dama de Monsoreau del escritor Alejandro Dumas, segunda novela de la trilogía Valois. La publicación había comenzado el 27 de agosto de 1845. El libro fue publicado en 1846 por el editor Pétion.[98]
- 26 de febrero: Publicación en la editorial John Murray de Londres de la obra Taipi, primer libro de Herman Melville, publicado también en marzo en Nueva York, un clásico de la literatura de viajes basado parcialmente en sus experiencias en la isla Nuku Hiva de la Polinesia.[99]
- Abril: En Filadelfia, publicación en la revista Graham's Magazine, del ensayo Filosofía de la composición de Edgar Allan Poe sobre el método de escritura a utilizar por cualquier autor.[100]
- 31 de mayo: Comienzo de la publicación en París en el periódico La Presse de la novela histórica Memorias de un médico del escritor francés Alejandro Dumas, primera novela de una serie de cinco, basada en la figura del Conde de Cagliostro. La publicación terminó el 4 de enero de 1848.[101]
- Octubre: Publicación en París de Filosofía de la miseria o Sistema de las contradicciones económicas) del filósofo impulsor del anarquismo Pierre-Joseph Proudhon, que será objeto de una crítica célebre de Marx en 1847 bajo el título de La miseria de la filosofía.[102]
- Noviembre: En Filadelfia, Estados Unidos, publicación en la revista mensual Godey's Lady's Book del breve cuento de suspense El barril de amontillado del escritor estadounidense Edgar Allan Poe, que ha dejado huella en literatos posteriores.[103]
- 3 de diciembre: En París, fin de la publicación en folletín en el periódico Le Constitutionnel de la novela La prima Bette del escritor francés Honoré de Balzac, publicación comenzada el 8 de octubre. Posteriormente se publicó el libro.[104]
- Publicación en París de la novela corta Carmen del escritor francés Prosper Mérimée, cuyos tres primeros capítulos habían sido previamente publicados en 1845 en la revista Revue des deux mondes.[105]
- Publicación en Londres del libro de geología Observaciones geológicas en América del Sur del naturalista Charles Darwin, que corresponde al tercer libro escrito por el autor tras el segundo viaje del HMS Beagle a Sudamérica entre 1832 y 1836, libro escrito entre 1844 y 1845.[106]

### Música
- 1 de enero: Estreno en la Gewandhaus de Leipzig del Concierto para piano en La menor, Opus 54, del compositor alemán Robert Schumann, escrito a mediados de 1845, interpretado por Clara Schumann como solista.[107]
- 17 de marzo: Estreno en La Fenice de Venecia de la ópera Attila con música de Giuseppe Verdi y libreto de Temistocle Solera, obra de gran fuerza y empuje épico con un prólogo y tres actos, basado en la obra de teatro Atila, rey de los Hunos de Zacharias Werner.[108]

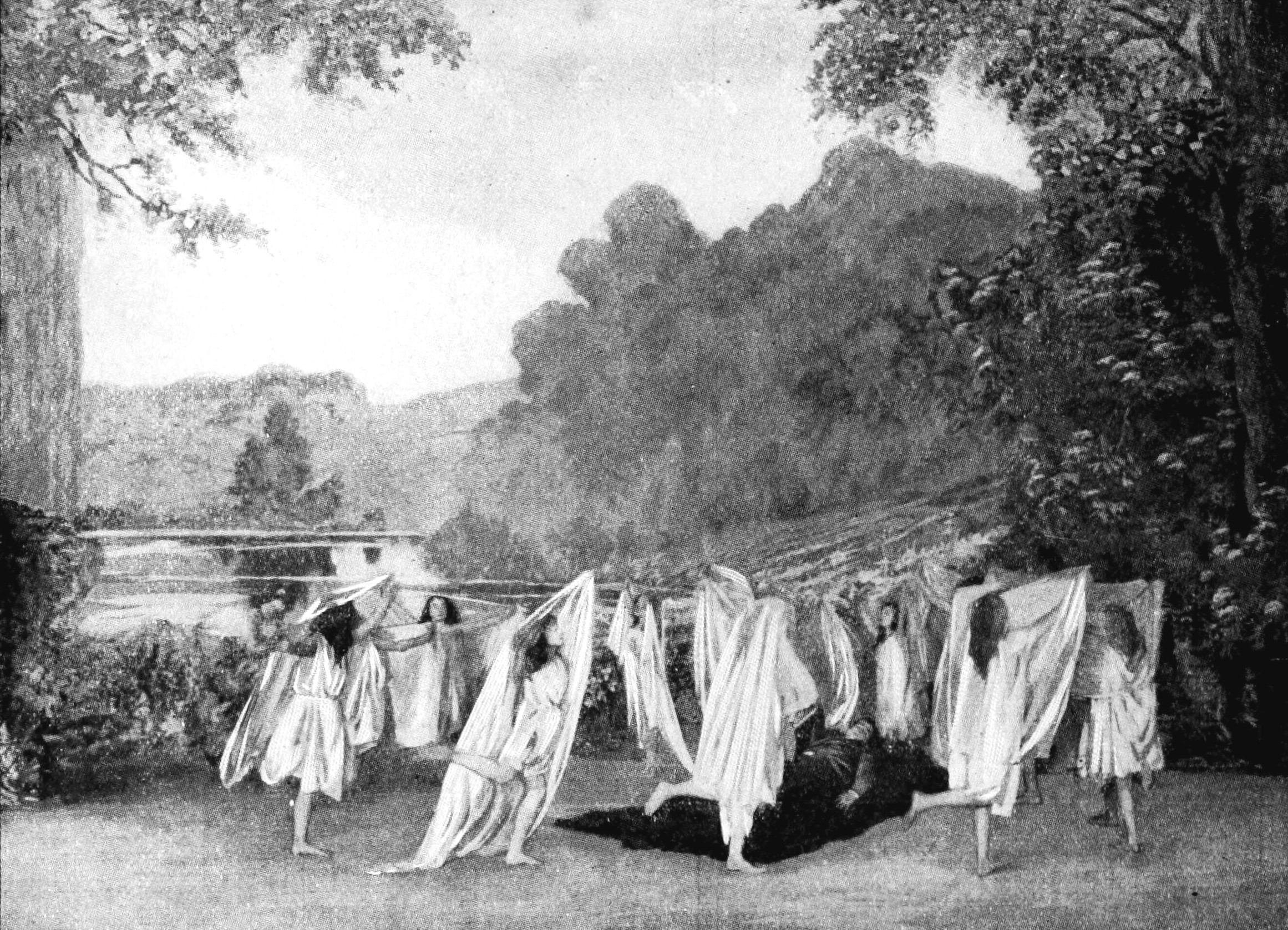
La Danza de las Sílfides en "La condenación de Fausto" de H. Berlioz

- 21 de junio: El fabricante de instrumentos musicales belga Adolphe Sax, registra la patente del saxofón en París (Patente Francesa 3226), que abarcaba 14 versiones del diseño original de 1838, y por una duración de la patente de 15 años.[109]
- 26 de agosto: El compositor alemán Felix Mendelssohn estrena su oratorio Elijah, basado en la vida del profeta Elías, en el Festival de música en el Ayuntamiento de Birmingham, en Inglaterra, con un éxito rotundo.[110]
- 5 de noviembre: Estreno en la Gewandhaus de Leipzig de la Sinfonía n.º 2 (Schumann) en Do mayor, Opus 61, del compositor alemán Robert Schumann, escrita entre el 12 de diciembre de 1845 y el 19 de octubre de 1846, por una orquesta dirigida por Mendelsshon, con poco éxito. Tras algunos arreglos adicionales, se presentó once días más tarde, con una audición más favorable.[111]
- 6 de diciembre: En París se estrena la obra La condenación de Fausto de Hector Berlioz en la Teatro de la Ópera Cómica, obra en 4 partes concebida entre ópera y sinfonía coral, basada en la primera parte del drama "Fausto" de Goethe.[112]

## Ciencia y tecnología
- Gray describe por primera vez la ballena franca pigmea (Caperea marginata)
- Gray describe por primera vez el delfín de Chile (Cephalorhynchus eutropia)
- Gray describe por primera vez el delfín manchado tropical (Stenella attenuata).
- Gray describe por primera vez el delfín de hocico blanco (Lagenorhynchus albirostris).
- Gray describe por primera vez la falsa orca de cabeza de melón (Peponocephala electra).
- Gray describe por primera vez el calderón de aleta corta (Globicephala macrorhynchus).
- Owen describe por primera vez la orca bastarda (Pseudorca crassidens).

### Astronomía

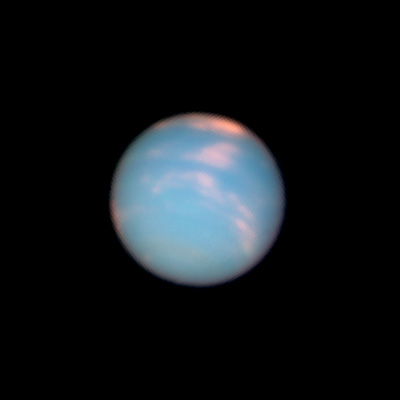
Vista del planeta Neptuno

- 1 de junio: El matemático y astrónomo francés Urbain Le Verrier del Observatorio de París, predice la existencia y la posición del planeta Neptuno gracias a las irregularidades de la órbita de Urano, y lo publica en los Compte rendus de l'Académie des Sciences. En paralelo y previamente, el matemático y astrónomo inglés John Couch Adams, sin conocer los trabajos de Le Verrier, había predicho en 1845 la posición del nuevo planeta, pero no lo publicó.[113]
- 23 de septiembre: El astrónomo alemán Johann Galle, basándose en los cálculos de Le Verrier, hace la primera observación astronómica del planeta Neptuno la noche del 23 al 24 desde el Observatorio de Berlín. Por el color azul verdoso del planeta, Galle lo bautizó con el nombre del dios del mar, Neptuno.[114]
- 10 de octubre: El astrónomo británico William Lassell descubre Tritón, el mayor satélite de Neptuno, geológicamente activo y uno de los astros más fríos del Sistema solar (-235 °C), que debe su nombre al dios Tritón de la mitología griega.[115]

### Matemáticas
- El matemático y físico inglés William Thomson redescubre el trabajo del difunto George Green, y reproduce su ensayo sobre la aplicación del análisis matemático a las teorías de la electricidad y el magnetismo, que incluía el conocido como teorema de Green.[116]

### Medicina

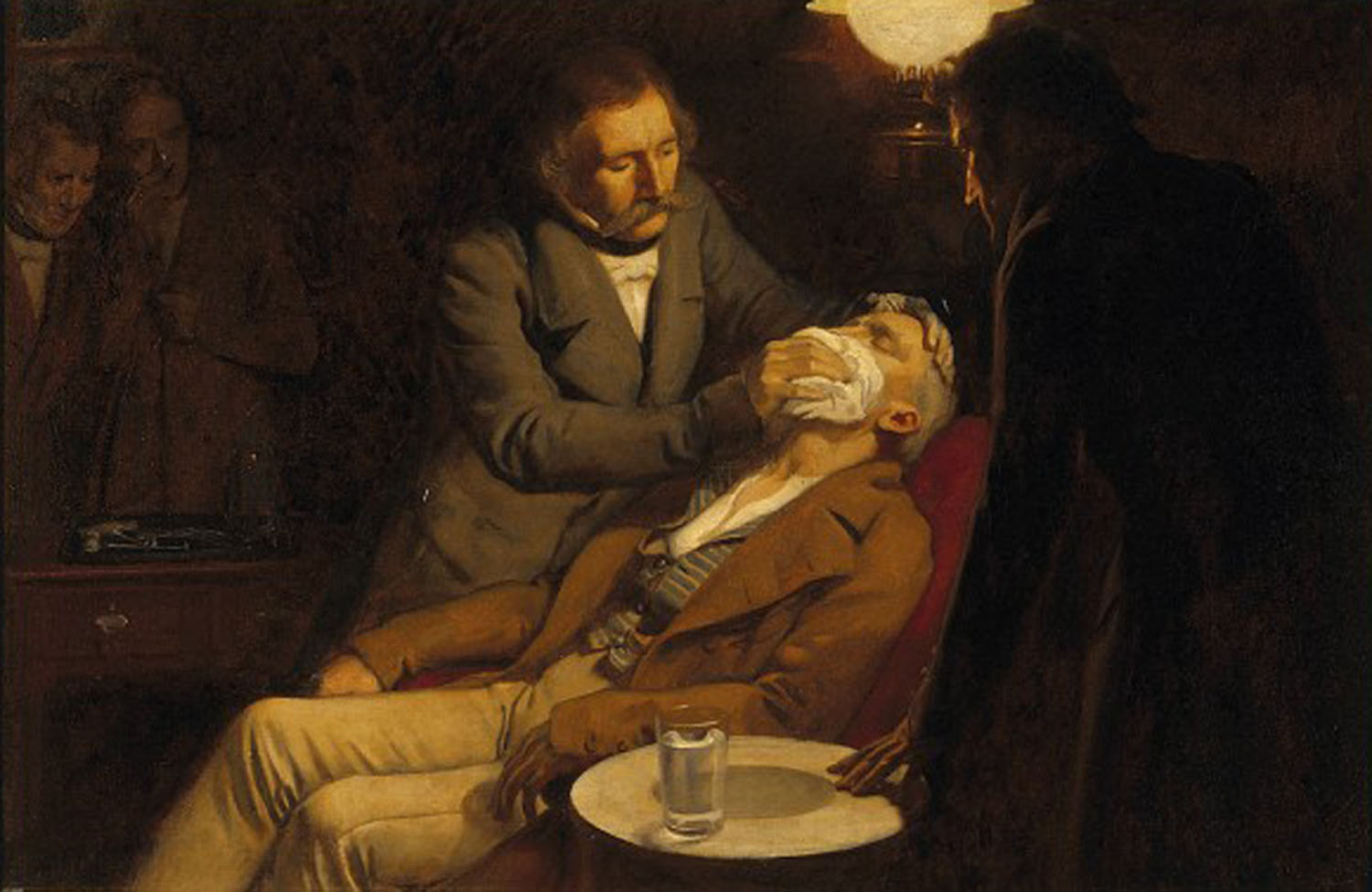
Uso por primera vez del éter como anestésico por el odontólogo W. Morton

- 30 de septiembre: El odontólogo William Morton utiliza éter sulfúrico en su clínica privada para extraer de forma indolora un molar a Eben Frost, un músico bostoniano. Morton pidió entonces al cirujano jefe del Hospital General de Massachusetts poder hacer una demostración pública.[117]
- 16 de octubre: En Estados Unidos, el odontólogo americano William Morton hace una operación pública bajo anestesia de éter en el anfiteatro de la facultad de medicina del Hospital General de Massachusetts, extirpando un tumor superficial congénito en el cuello del joven Gilbert Abbot. Este día se recuerda como el de la invención de la anestesia.[117]
- 4 de noviembre: En Estados Unidos, Benjamin F. Palmer de Meredith, New Hampshire, obtiene la patente de una pierna artificial con resortes y tendones de metal. Agrega a la pierna Selpho un resorte anterior, un aspecto suave y tendones escondidos para simular un movimiento natural.[118]
- 21 de diciembre: En el University College Hospital, cerca del University College de Londres, el cirujano Robert Liston practica la primera operación en Europa utilizando anestesia, una amputación de rodilla.[119]

### Química
- Agosto: El físico y geólogo canadiense Abraham Gesner desarrolla un proceso para refinar un combustible líquido, el queroseno, a partir de carbón de hulla, betún y esquisto bituminoso, que presenta en una conferencia pública en Charlottetown, lo que supuso el comienzo de la industria del refino de petróleo. El queroseno obtenido por destilación del petróleo natural es una mezcla de hidrocarburos de densidad intermedia.[120]

### Tecnología
- 10 de septiembre: En Estados Unidos, Elias Howe logra la patente de la primera máquina de coser práctica con pespunte, en New Hartford, Connecticut. Su concepto será utilizado por Isaac Merrit Singer y otras compañías en la década de 1850 para fabricar máquinas de coser domésticas.[121]
- Noviembre: En la Confederación Germánica, el óptico Carl Zeiss abre su taller de mecánica y óptica de precisión en Jena, comenzando a sentar las bases de la producción de las ópticas modernas.[122]
- En Inglaterra, el ingeniero e inventor británico William George Armstrong obtiene el permiso municipal y manda erigir la primera grúa hidráulica en el mundo en el muelle de Newcastle upon Tyne, con un gran éxito frente a las grúas convencionales.[123]
- En Estados Unidos, el ingeniero civil Squire Whipple escribe una obra sobre la construcción de puentes de hierro y madera para ferrocarriles, determinando la carga para cada miembro de la estructura, e introduce los puentes en celosía trapezoidales como la estructura más económica y eficiente.[124]

### Premios científicos
- La Real Sociedad de Londres entrega la medalla Copley al mejor trabajo científico del año al matemático Urbain Le Verrier, por sus investigaciones relativas a las perturbaciones de Urano mediante las cuales probó la existencia y predijo el lugar del nuevo planeta Neptuno, predicción confirmada por el descubrimiento inmediato de dicho planeta.[125]
- La Sociedad Geológica de Londres entrega la medalla Wollaston al geólogo y paleontólogo inglés William Lonsdale por sus investigaciones y estudios sobre los corales, realizados en Australia.[126]
- En Gran Bretaña, la Real Sociedad Astronómica entre su Medalla de oro al astrónomo y matemático inglés George Biddell Airy por su resumen de las observaciones planetarias realizadas en el Observatorio de Greenwich entre 1750 y 1830.[127]

## Nacimientos

### Enero
- 1 de enero: Léon Denis, filósofo espiritista francés, que promovió la supervivencia del alma después de la muerte (f. 1927).
- 4 de enero: Edward Hibberd Johnson, inventor y socio de Edison en sus proyectos, que creó el primer árbol de Navidad con iluminación eléctrica (f. 1917).
- 4 de enero: Juan Esteban Martínez, abogado y político argentino, gobernador de la provincia de Corrientes (f. 1909).
- 5 de enero: Mariam Baouardy, monja de las Carmelitas Descalzas de la iglesia greco-melquita católica, canonizada en 2015 (f. 1878).
- 5 de enero: Rudolf Christoph Eucken, filósofo alemán, Premio Nobel de Literatura en 1908 (f. 1926).
- 7 de enero: Félix Cipriano Coronel Zegarra, jurista, diplomático e historiador peruano, ministro de Justicia, Culto e Instrucción del Perú (f. 1897).
- 19 de enero: César Canevaro, militar y político peruano, presidente del Senado, y Vicepresidente del Perú (f. 1922).
- 30 de enero: Ángela de la Cruz, monja católica española, fundadora de las Hermanas de la Cruz, canonizada en 2003 (f. 1932).
- 30 de enero: Juan Antonio Pérez-Bonalde, poeta venezolano, mejor exponente de la poesía lírica y romanticismo del país, y precursor del modernismo (f. 1892).
- 30 de enero: Jeanne Schmahl, comadrona, sufragista y activista feminista francesa, fundadora de la Unión Francesa para el Sufragio Femenino (f. 1915).

### Febrero
- 3 de febrero: Benigno Ferreira, militar y político paraguayo, ministro del Interior, de Guerra y Marina, y Presidente de Paraguay (f. 1920).
- 6 de febrero: Valentín Abecia, médico, periodista y político boliviano, vicepresidente de Bolivia (f. 1910).
- 6 de febrero: Raimundo Andueza, abogado y político venezolano, ministro de Relaciones Exteriores y Presidente de Venezuela (f. 1900).
- 9 de febrero: Leopoldo de Baviera, comandante en jefe de las fuerzas alemanas en el Frente Oriental de la Primera Guerra Mundial (f. 1930).
- 9 de febrero: Wilhelm Maybach, ingeniero alemán, diseñador de motores y fundador de Maybach (f. 1929).
- 10 de febrero: Ira Remsen, químico estadounidense, descubridor del edulcorante artificial sacarina (f. 1927).
- 19 de febrero: Charles Simon Clermont-Ganneau, arqueólogo francés que trabajó en la Estela de Mesa, la inscripción semita más antigua (f. 1923).
- 23 de febrero: Luigi Denza, profesor de canto y compositor italiano, autor de la canción napolitana Funiculì, funiculà (f. 1922).
- 25 de febrero: Luis María Mejía Álvarez, economista, banquero y político colombiano, ministro del Tesoro y de Gobierno de Colombia (f. 1929).
- 26 de febrero: Buffalo Bill, explorador estadounidense, cazador de bisontes y empresario de espectáculos (f. 1917).
- 26 de febrero: Alejandro López de Romaña, empresario y político peruano, ministro de Gobierno y Policía, y presidente del Consejo de Ministros del Perú (f. 1917).

### Marzo
- 1 de marzo: Emil Pfeiffer, bacteriólogo y pediatra alemán, descubridor de la mononucleosis infecciosa (f. 1921).
- 1 de marzo: Vasili Dokucháyev, geógrafo ruso, padre de la ciencia del suelo o edafología (f. 1903).
- 7 de marzo: Karl Verner, lingüista danés que formuló la ley de Verner sobre cambios fonéticos de las lenguas germánicas (f. 1896).
- 11 de marzo: Constance Bache, pianista, compositora y escritora británica (f. 1930).
- 17 de marzo: Kate Greenaway, escritora inglesa e ilustradora de libros infantiles (f. 1901).
- 19 de marzo: Albert Atterberg, científico sueco (f. 1916).
- 20 de marzo: Giulio Bizzozero, médico italiano, descubridor de la Helicobacter pylori (bacteria de la úlcera péptica), y pionero de la histología (f. 1901).
- 24 de marzo: Karl von Bülow, Mariscal de campo alemán que lideró el Segundo Ejército Alemán en la Primera Guerra Mundial (f. 1921).
- 24 de marzo: Juan José Latorre, marino y político chileno, comandante en jefe de la Armada, y ministro de Relaciones Exteriores de Chile (f. 1912).
- 28 de marzo: Enrique XXII de Reuss-Greiz, soberano reinante alemán del pequeño principado de Reuss (f. 1902).
- 29 de marzo: Rafael Roldós, publicista español, pionero de la publicidad en ese país (f. 1918).

### Abril
- 4 de abril: Conde de Lautréamont, poeta franco-uruguayo (f. 1870).
- 4 de abril: Raoul-Pierre Pictet, físico suizo, conocido por sus investigaciones sobre la licuefacción de gases (f. 1929).
- 5 de abril: Sigmund Exner, fisiólogo austríaco, experto en fisiología comparada y descubridor de los cuerpos de Call-Exner (f. 1926).
- 7 de abril: William Ogilvie, topógrafo y explorador canadiense, descubridor del Paso de Chilkoot y de los ríos Yukón y Porcupine (f. 1912).
- 9 de abril: Francesco Paolo Tosti, compositor de canciones italiano (f. 1916).
- 13 de abril: William McGregor, mercero británico, fundador de la Football League, la primera liga de fútbol organizado del mundo (f. 1911).
- 15 de abril: Benjamín Boza, abogado y político peruano, Presidente del Senado del Perú, ministro de Fomento y ministro del Gobierno y Policía del Perú (f. 1921).
- 19 de abril: Luis Jorge Fontana, militar, explorador y escritor argentino, gobernador del territorio nacional del Chubut (f. 1920).
- 21 de abril: Viacheslav von Pleve, funcionario y político ruso, ministro del Interior del Imperio ruso (f. 1904).

### Mayo
- 2 de mayo: Ventura Blanco Viel, abogado y político chileno, ministro de Guerra y Marina, de Relaciones Exteriores y de Interior de Chile (f. 1930).
- 5 de mayo: Federico Chueca, pianista y compositor español de ópera, zarzuela y género chico (f. 1908).
- 5 de mayo: Lars Magnus Ericsson, inventor y empresario sueco, fundador de la empresa Ericsson de telecomunicaciones (f. 1926).
- 5 de mayo: Henryk Sienkiewicz, escritor y periodista polaco, Premio Nobel de Literatura en 1905 (f. 1916).
- 8 de mayo: Émile Gallé, artista francés, ceramista, diseñador y experto en trabajar el vidrio, representante del Art Nouveau francés (f. 1904).
- 12 de mayo: Butros Ghali, de una familia cristiana copta, ministro de Asuntos Exteriores y primer ministro de Egipto (f. 1910).
- 15 de mayo: Otto Wilhelm Madelung, cirujano alemán que describió la enfermedad de Madelung y la deformidad de Madelung (f. 1926).
- 16 de mayo: Ottomar Anschütz, inventor y fotógrafo alemán, pionero de la cronofotografía y constructor de un obturador de una milésima de segundo (f. 1907).
- 16 de mayo: Worcester Reed Warner, astrónomo, ingeniero y empresario estadounidense, cofundador de la Warner & Swasey Company (f. 1929).
- 23 de mayo: Ernest Monis, abogado y político francés, ministro de Justicia y de la Marina, y presidente del Consejo de Ministros de Francia (f. 1929).
- 25 de mayo: Naim Frashëri, poeta romántico albanés, figura del renacimiento nacional albanés (f. 1900).
- 29 de mayo: Henry Wickham, explorador, botánico y biopirata británico, responsable de enviar semillas del árbol del caucho de Brasil a Asia (f. 1928).
- 30 de mayo: Fernando Delgado Sanz (alias El Tuerto de Pirón), bandolero español de Segovia (f. 1914).
- 30 de mayo: Peter Carl Fabergé, joyero ruso, uno de los orfebres mejores del mundo, autor de 69 huevos de Pascua (f. 1920).
- 30 de mayo: Angelo Mosso, médico y fisiólogo italiano, inventor de la primera técnica de neuroimagen, el equilibrio de la circulación humana (f. 1910).

### Junio
- 2 de junio: Hubert-Joseph Henry, oficial francés que falsificó los documentos de inculpación del capitán Dreyfus (f. 1898).
- 11 de junio: Oscar Roty, grabador francés, autor del grabado de La Sembradora utilizado en monedas y sellos de Francia (f. 1911).
- 19 de junio: Antonio Abetti, astrónomo italiano (f. 1928).
- 19 de junio: Harvey du Cros, financiero irlandés, fundador de la compañía de neumáticos Dunlop Tyres (f. 1918).
- 22 de junio: Matilda Chaplin Ayrton, matrona y médica británica, miembro de las siete de Edimburgo (f. 1883).
- 27 de junio: Charles Stewart Parnell, terrateniente y líder político irlandés, fundador del Partido Parlamentario Irlandés (f. 1891).[128]

### Julio
- 2 de julio: Marian Farquharson, botánica, naturalista y feminista británica, que luchó por la plena igualdad de género en la sociedad científica (f. 1912).
- 17 de julio: Casto Plasencia y Maestro, pintor español (f. 1890).
- 17 de julio: Tokugawa Iemochi, 14.º Shōgun Tokugawa de Japón (f. 1866).
- 19 de julio: Edward Charles Pickering, astrónomo estadounidense, director del Observatorio de Harvard (f. 1919).
- 29 de julio: Isabel de Brasil, hija de Pedro II de Brasil, Regente del Imperio del Brasil, y que abolió la esclavitud en Brasil (f. 1921).
- 30 de julio: László Páal, pintor húngaro, seguidor de la Escuela de Barbizon, con pinturas impresionistas de personalidad magyar (f. 1879).

### Agosto
- 1 de agosto: Clara Bewick Colby, conferenciante, editora y corresponsal de prensa británica-estadounidense, activista feminista (f. 1916).
- 3 de agosto: Domingo Vásquez, abogado, militar y político hondureño, Presidente Constitucional de Honduras (f. 1909).
- 3 de agosto: Samuel «Golden Rule» Jones, político y empresario estadounidense (f. 1904).
- 6 de agosto: Anna Haining Bates, mujer estadounidense, famosa por su estatura de 240 cm (f. 1888).
- 10 de agosto: Eugène Goblet d'Alviella, abogado, historiador y político francmasón belga, ministro sin cartera de Bélgica (f. 1925).
- 24 de agosto: Henry Gannett, geógrafo estadounidense, padre de los mapas topográficos en los Estados Unidos (f. 1914).
- 29 de agosto: Luke Edward Wright, político estadounidense, gobernador general de Filipinas y Secretario de Guerra de los Estados Unidos (f. 1922).

### Septiembre
- 4 de septiembre: Daniel Burnham, arquitecto estadounidense, que diseñó el Flatiron en Nueva York y Union Station en Washington D. C. (f. 1912).
- 8 de septiembre: Manuel María del Valle, abogado, diplomático y político peruano, presidente de la Cámara de Diputados del Perú (f. 1921).
- 14 de septiembre: Joaquín Costa, político español (f. 1911).
- 16 de septiembre: Seth Carlo Chandler, astrónomo estadounidense, descubridor del llamado bamboleo de Chandler (f. 1913).
- 16 de septiembre: Anna Kingsford, poeta, filósofa y médica inglesa, sufragista vegetariana y presidenta de la Sociedad Teosófica (f. 1888).
- 17 de septiembre: Juan Mackenna Astorga, político chileno, ministro de Relaciones Exteriores y presidente de la Cámara de Diputados de Chile (f. 1929).
- 18 de septiembre: Bernhard Riedel, cirujano alemán, que describió la tiroiditis de Riedel y experto en apendicitis y colecistitis agudas (f. 1916).
- 21 de septiembre: Vicente Dávila Larraín, abogado y político chileno, presidente de la Cámara de Diputados, ministro de Industria y Obras Públicas (f. 1896).
- 25 de septiembre: Henri Deutsch de la Meurthe, magnate francés del petróleo y filántropo, promotor del inicio de la aviación (f. 1919).

### Octubre
- 1 de octubre: Nectario de Egina, obispo ortodoxo metropolitano de Pentápolis, reconocido como santo en 1961 (f. 1920).
- 6 de octubre: George Westinghouse, ingeniero y empresario estadounidense, inventor del freno neumático, desarrollador de la corriente alterna y fundador de Westinghouse Electric (f. 1914).
- 7 de octubre: Wladimir Peter Köppen, geógrafo, climatólogo y botánico ruso, que elaboró el sistema de clasificación climática de Köppen (f. 1940).
- 9 de octubre: Julius Maggi, empresario suizo, fundador de la empresa Maggi e inventor de la primera sopa instantánea con cubos de sopa concentrada (f. 1912).
- 11 de octubre: Carlos Pellegrini, abogado, periodista y político argentino, ministro de Guerra, Vicepresidente y Presidente argentino entre 1890 y 1892 (f. 1906).
- 12 de octubre: Arcángel Tadini, sacerdote católico italiano, fundador de la Asociación Obrera del Mutuo Socorro y canonizado en 2009 (f. 1912).
- 13 de octubre: Giulia Salzano, religiosa católica, fundadora de las Hermanas Catequistas del Sagrado Corazón de Jesús y canonizada en 2010 (f. 1929).
- 14 de octubre: Kasimir Felix Badeni, estadista austríaco, Ministro-Presidente de la Cisleitania en el Imperio austrohúngaro (f. 1909).
- 21 de octubre: Edmundo de Amicis, escritor italiano (f. 1908).
- 26 de octubre: Lewis Boss, astrónomo estadounidense que trabajó en el movimiento propio de las estrellas, y el cálculo del cúmulo estelar Híades (f. 1912).
- 26 de octubre: Juan Norberto Eléspuru, militar y político peruano, ministro de Guerra y Marina, y Presidente del Senado del Perú (f. 1923).
- 26 de octubre: Santos Soto Rosales, empresario y político hondureño, ministro de Hacienda y Crédito Público de Honduras (f. 1932).
- 28 de octubre: Georges Auguste Escoffier, cocinero y escritor culinario francés, creador de la moderna gastronomía francesa (f. 1.935).
- 31 de octubre: José A. Terry, abogado, periodista y político argentino, ministro de Relaciones Exteriores y de Hacienda de Argentina (f. 1910).

### Noviembre
- 1 de noviembre: José María Uriburu, militar argentino, gobernador del territorio nacional de Formosa (f. 1909).
- 3 de noviembre: Francis Davis Millet, pintor y escultor estadounidense de estilo neoclásico e historicista, que murió en el Titanic (f. 1912).
- 4 de noviembre: Frans Reinhold Kjellman, botánico, algólogo y explorador sueco, especialista en ficología marina y algas árticas (f. 1907).
- 5 de noviembre: Joaquim Pimenta de Castro, militar y político portugués, ministro de Guerra y Primer ministro de Portugal (f. 1918).
- 10 de noviembre: Martin Wegelius, compositor y musicólogo finlandés, fundador del Instituto de Música o Academia Sibelius de Helsinki (f. 1906).
- 13 de noviembre: Marco Aurelio Soto, abogado y político hondureño, ministro de Gobernación y Justicia, de Relaciones Exteriores y de Educación de Guatemala, y Presidente de Honduras (f. 1908).
- 15 de noviembre: Juan Isidro Jimenes, político dominicano, dos veces presidente de la República Dominicana (f. 1919).
- 24 de noviembre: Ángel Lizcano Monedero, pintor e ilustrador español (f. 1929).

### Diciembre
- 2 de diciembre: René Waldeck-Rousseau, abogado, político y estadista francés, Primer ministro de Francia (f. 1904).
- 11 de diciembre: Juan Aberle, director de orquesta y compositor italo-salvadoreño, que compuso el Himno Nacional de El Salvador (f. 1930).
- 13 de diciembre: Nikolái Yaroshenko, pintor ucraniano del estilo realismo ruso, líder del grupo de pintores rusos Peredvízhniki (f. 1898).
- 15 de diciembre: Eusebio Güell, industrial y político español, mecenas del arquitecto modernista Antoni Gaudí (f. 1918).
- 17 de diciembre: Max von Hausen, comandante del Ejército Imperial Alemán, ministro de Guerra en el reino de Sajonia (f. 1922).
- 19 de diciembre: Turhan Pasha Përmeti, político albanés del Imperio otomano, Primer ministro de una Albania independiente (f. 1927).
- 19 de diciembre: Ambrose Swasey, ingeniero, inventor y astrónomo estadounidense, cofundador de la Warner & Swasey Company (f. 1937).
- 23 de diciembre: Andrés Mellado, abogado, periodista y político español, ministro de Instrucción Pública y Bellas Artes de España (f. 1913).
- 27 de diciembre: Ricardo Sepúlveda y Planter, escritor español (f. 1909).
- 28 de diciembre: José Inocencio Arias, militar y político argentino, gobernador de la provincia de Buenos Aires (f. 1912).

### Fechas desconocidas
- Joaquín Acuña, político argentino del Partido Autonomista Nacional, gobernador de la provincia de Catamarca (f. 1929).
- Donaciano del Campillo, político argentino del Partido Autonomista Nacional, gobernador de la provincia de Córdoba (f. 1910).
- José de Cárdenas Uriarte, periodista, abogado y político español, ministro de Agricultura, de Industria y de Comercio, y de Obras Públicas de España (f. 1907).
- Luis del Carmen Curiel, abogado y militar mexicano, gobernador de Jalisco y del Yucatán (f. 1930).
- Mipham, filósofo, escritor budista y bhikkhu tibetano, emanación de Manjushri, bodhisattva de la sabiduría y fuente de la doctrina Nyingmapa (f. 1912).
- Carlos Morla Vicuña, político conservador y diplomático chileno, ministro de Relaciones Exteriores, Culto y Colonización de Chile (f. 1900).
- Carlos Riesco Errazuriz, abogado y político chileno, ministro de Hacienda y de Justicia de Chile (f. 1919).
- Belisario Sosa, médico y político peruano, vicepresidente de la República, y ministro de Fomento y Obras Públicas del Perú (f. 1933).
- Francesco Tamburini, arquitecto italiano que realizó en Argentina la Casa Rosada y el Teatro Colón (f. 1890).

## Fallecimientos

### Enero
- 1 de enero: John Torrington, suboficial y explorador británico de la Marina Real en la expedición perdida de Franklin en busca del paso del Noroeste (n. 1825).
- 5 de enero: Alfred Thomas Agate, artista estadounidense (n. 1812).
- 16 de enero: José María Calatrava, jurista y político español, Ministro de Asuntos Exteriores de España y presidente del Consejo de Ministros de España (n.1781).
- 21 de enero: Francisco IV de Módena, duque de Módena y Reggio, y duque de Massa y Carrara (n. 1779).
- 22 de enero: Louis-Pierre Baltard, pintor, escritor y arquitecto francés, autor del Palacio de Justicia de Lyon (n. 1764).
- 26 de enero: Ildefonso Díez de Rivera, militar y político español, ministro de Estado y de la Guerra, y presidente del Consejo de Ministros de España (n. 1777).

### Febrero
- 6 de febrero: Heinrich von Bülow, abogado y estadista prusiano, Ministro de Asuntos Exteriores de Prusia (n. 1792).
- 15 de febrero: Otto von Kotzebue, explorador alemán del Báltico, oficial de la Armada rusa, que comandó dos viajes de exploración en el Pacífico (n. 1787).
- 21 de febrero: Ninkō Tennō, centesimovigésimo emperador de Japón (n. 1800).
- 22 de febrero: Enrique Gil y Carrasco, escritor romántico español, autor de la novela historicista El Señor de Bembibre (n. 1846).

### Marzo
- 16 de marzo: Manuel Rengifo y Cárdenas, político chileno (n. 1793).
- 17 de marzo: Friedrich Bessel, matemático y astrónomo alemán, autor de la función de Bessel y del paralaje de la estrella 61 Cygni (n. 1784).

### Abril
- 15 de abril: Antonio Almada y Alvarado, político mexicano (n. 1786).
- 16 de abril: Domenico Dragonetti, compositor y contrabajista italiano (n. 1763).

### Mayo
- 10 de mayo: Franciszek Ksawery Drucki-Lubecki, economista y político polaco, ministro de la tesorería de la República de las Dos Naciones (n. 1778).

### Junio
- 1 de junio: Gregorio XVI, religioso camaldulense italiano, 254.º Papa de la Iglesia católica (n. 1765).
- 2 de junio: José Demetrio Rodríguez, botánico español (n. 1780).
- 6 de junio: Adèle Romany, pintora y salonnière francesa, especializada en el retrato pictórico (n. 1769).
- 7 de junio: Antonio María Gianelli, obispo católico italiano, canonizado en 1951 (n. 1789).
- 8 de junio: Rodolphe Töpffer, pedagogo, escritor, pintor y caricaturista suizo, padre de la historieta moderna, tipo novela gráfica (n. 1799).
- 11 de junio: Pancrace Bessa, naturalista y artista de historia natural francés, conocido por sus ilustraciones botánicas (n. 1772).
- 21 de junio: James Marsh, químico británico, inventor de la Prueba de Marsh para detectar arsénico (n. 1794).
- 24 de junio: Mariano Egaña, abogado y político chileno, ministro del Interior, de Relaciones Exteriores, de Hacienda y de Justicia de Chile (n. 1793).
- 24 de junio: Jan Frans Willems, escritor flamenco y padre del movimiento flamenco (n. 1793).

### Julio
- 7 de julio: Manuel Aguilar Chacón, abogado y político costarricense, presidente de Costa Rica (n. 1797).
- 25 de julio: Luis Bonaparte, príncipe francés, hermano de Napoleón Bonaparte, rey de Holanda (n. 1778).
- 25 de julio: Giuseppe Zamboni, sacerdote y físico italiano, inventor de la pila de Zamboni, una precoz batería eléctrica (n. 1776).

### Agosto
- 6 de agosto: Marie-Charles Damoiseau, astrónomo francés, conocido por sus tablas lunares basadas en la ley de gravitación universal (n. 1768).
- 11 de agosto: Benedict Joseph Fenwick, obispo de Boston, fundador del College of the Holy Cross y presidente de la Universidad de Georgetown (n. 1782).
- 24 de agosto: Adam J. von Krusenstern, oceanógrafo alemán del Báltico y almirante de la Armada rusa, que realizó la primera circunnavegación rusa (n. 1770).
- 25 de agosto: Giuseppe Acerbi, Explorador y Naturalista italiano. (n. 1773).

### Septiembre
- 1 de septiembre: Karl Samuel Leberecht Hermann, químico alemán, descubridor del Cadmio en 1817 (n. 1765).
- 5 de septiembre: Charles Metcalfe, administrador británico y Gobernador general de la India, de Jamaica y de la Provincia de Canadá (n. 1785).
- 11 de septiembre: José Núñez de Cáceres, escritor y político dominicano, presidente de la República de Haití Español, hoy República Dominicana (n. 1772).
- 16 de septiembre: Andrés Kim Taegon, sacerdote católico coreano, muerto por decapitación y canonizado en 1984 (n. 1821).
- 25 de septiembre: Edwin Beard Budding, ingeniero inglés, inventor del cortacésped y la llave inglesa (n. 1796).
- 26 de septiembre: Thomas Clarkson, abolicionista inglés en la lucha contra el tráfico de esclavos en el Imperio británico y en el mundo (n. 1760).

### Octubre
- 10 de octubre: José Manuel de Goyeneche, militar, diplomático y político español (n. 1776).
- 11 de octubre: José Antonio Rincón, militar y político mexicano, gobernador de Tabasco (n. 1776).
- 14 de octubre: Paul Thiébault, militar francés (n. 1769).
- 15 de octubre: Bagyidaw, séptimo rey de la dinastía Alaungpaya de Birmania (n. 1784).
- 16 de octubre: Mariano Ricafort, militar y político español, capitán general de Filipinas y de Cuba (n. 1776).
- 18 de octubre: José María Irigoyen Rodríguez, político mexicano, gobernador de Chihuahua (n. 1795).

### Noviembre
- 2 de noviembre: Esaias Tegnér, escritor sueco, padre de la poesía moderna en Suecia por su Saga de Frithiof (n. 1782).
- 7 de noviembre: Samuel B. Moore, político estadounidense, gobernador demócrata del Estado de Alabama (n. 1789).
- 24 de noviembre: Manuel José Gandarillas, político chileno, ministro de Hacienda, del Interior y de Relaciones Exteriores de Chile (n. 1789).
- 25 de noviembre: Francisco Malespín, militar y político salvadoreño, presidente de la República de El Salvador (n. 1806).
- 30 de noviembre: Friedrich List, economista alemán, antecesor de la escuela historicista alemana de economía (n. 1789).

### Diciembre
- 12 de diciembre: Juan Gálvez, pintor español, director de la Real Academia de Bellas Artes de San Fernando, y pintor de cámara de Fernando VII (n. 1774).
- 15 de diciembre: Felipe de Hesse-Homburg, mariscal de campo del ejército imperial austríaco y landgrave reinante de Hesse-Homburg (n. 1779).

### Fecha desconocida
- Big Elk, jefe principal del pueblo omaha en la parte superior del río Misuri (n. 1770).
- Johann Adolphus Etzler, pensador estadounidense de origen alemán, promotor del utopismo tecnológico (n. 1791).
- Ricardo López Jordán, militar argentino, Jefe Supremo de la República de Entre Ríos, y gobernador de Entre Ríos (n. 1793).
- Deng Tingzhen, mandarín chino, Virrey de Liangguang, y gobernador provincial de Shaanxi (n. 1776).